# A la carta

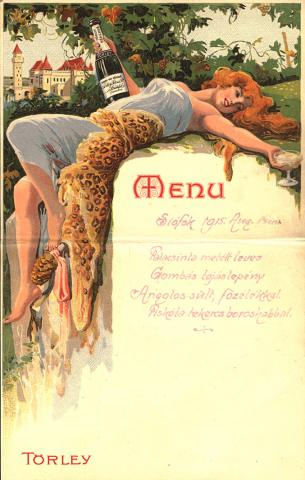
Menú.

A la carta [proveniente de la locución francesa: À la carte (/ɑːləˈkɑːrt/)] es un término cuyo sentido original significa «a elección» (del consumidor o usuario), en oposición a «del menú», que impone una selección preestablecida. Es empleada como una terminología típica de restaurante con dos sentidos: 
- Se puede referir al menú del restaurante que contiene una lista ordenada de los platos con sus respectivos precios, separados por grupos de platos: primer y segundo plato.
- O puede designar la posibilidad para el cliente de ordenar un plato principal con la elección de una guarnición al gusto, sin cambio en el precio.

La palabra es empleada a veces en otros dominios (como el televisivo) dando a entender que el usuario puede elegir dentro de una serie de opciones, como puede ser unos canales televisivos, unos coches, etc. 